# 8-溴咖啡因
8-溴咖啡因是咖啡因（黄嘌呤类）的一种，可在肿瘤的放射治療中用作放射增敏剂，以增加肿瘤细胞对放射治疗的敏感性。

## 合成
8-溴咖啡因可通过在无水乙酸中和溴的亲电芳香取代反应制得，反应中加入乙酸钠用于除去溴化氢。在咖啡因的水溶液中，通过溴化钠和过氧化氢反应原位得到单质溴，也可制得8-溴咖啡因。